# Per Hierta (boksamlare)
Per Gustaf Abraham Hierta, född 25 oktober 1864 i Främmestads socken, död där 22 juli 1924, var en svensk friherre och boksamlare. Han var brorson till Carl Gustaf Hierta.
Per Hierta var son till lantbrukaren Per Alfred Hierta. Efter mogenhetsexamen i Stockholm 1883 blev han student vid Uppsala universitet där han avlade en filosofie kandidatexamen 1886. Därefter var Hierta en tid extra elev vid Ultuna lantbruksinstitut innan han 1889 blev förvaltare på Främmestad. Från 1903 var han nämndeman vid Viste häradsrätt och från 1912 ledamot av Skaraborgs läns landsting. Per Hierta var från 1912 ägare till Främmestads herrgård.
Per Hierta är främst känd för sin boksamling och intresse för ämnet. Han publicerade flera artiklar i ämnet i olika facktidskrifter. Hans inkunabelsamling om nära 300 volymer donerades 1911 till Kungliga biblioteket av Otto Smith. Genom bidrag från Knut och Alice Wallenbergs stiftelse inköptes 1953 en samling tysk litteratur från reformationen som tidigare tillhört Per Hierta till Kungliga biblioteket. En större samling av Per Hiertas böcker donerades 1915 till Röhsska konstslöjdmuseet av Hjalmar Wijk 1915. Mot slutet av sitt liv koncentrerades sig Per Hierta på svenska böcker från 1500- och 1600-talet, en samling som efter hans död 1932 försåldes på en stor bokauktion anordnad av antikvariat Björck & Börjesson i Stockholm.